# Rueil-Malmaison
Rueil-Malmaison är en kommun i departementet Hauts-de-Seine i regionen Île-de-France i norra Frankrike. Kommunen ligger i kantonerna Rueil-Malmaison (chef-lieu) och Garches som tillhör arrondissementet Nanterre. År 2022 hade Rueil-Malmaison 80 842 invånare.
Rueil-Malmaison ligger i de västliga förorterna till Paris ca 13 km från Paris centrum.
Kommunen bytte 1928 namn från Rueil till Rueil-Malmaison, efter slottet Château de Malmaison.
Staden är värd för École nationale supérieure du pétrole et des moteurs-skolan.

## Befolkningsutveckling
Antalet invånare i kommunen Rueil-Malmaison
| Referens: INSEE |